# Nesocaryum
- Commons
- Wikispecies

Nesocaryum é um gênero de plantas pertencente à família Boraginaceae.